# Gerede
Gerede 
este un oraș aflat în Provincia Bolu din Turcia.